# Isosticta robustior
Isosticta robustior là loài chuồn chuồn trong họ Isostictidae. Loài này được Ris mô tả khoa học đầu tiên năm 1915.